# Рымарская улица (Харьков)
Ры́марская улица (укр. Римарська вулиця) — старинная улица в центре города Харькова.
Административно находится в Шевченковском районе. Берёт начало от станции метро «Исторический музей», заканчивается зданием ХАТОБа. На улице находятся Харьковская областная филармония, гимназия № 6. Между Рымарской и Сумской улицами располагается здание Харьковского государственного академического украинского драматического театра имени Т. Г. Шевченко.

## Транспорт
Улица с односторонним автомобильным движением. Общественный транспорт по ней не проходит.

## Памятники архитектуры
- Дом № 4 — усадьба городского головы Егора Урюпина.
- Дом № 19 — дом Ржепишевского.

## История

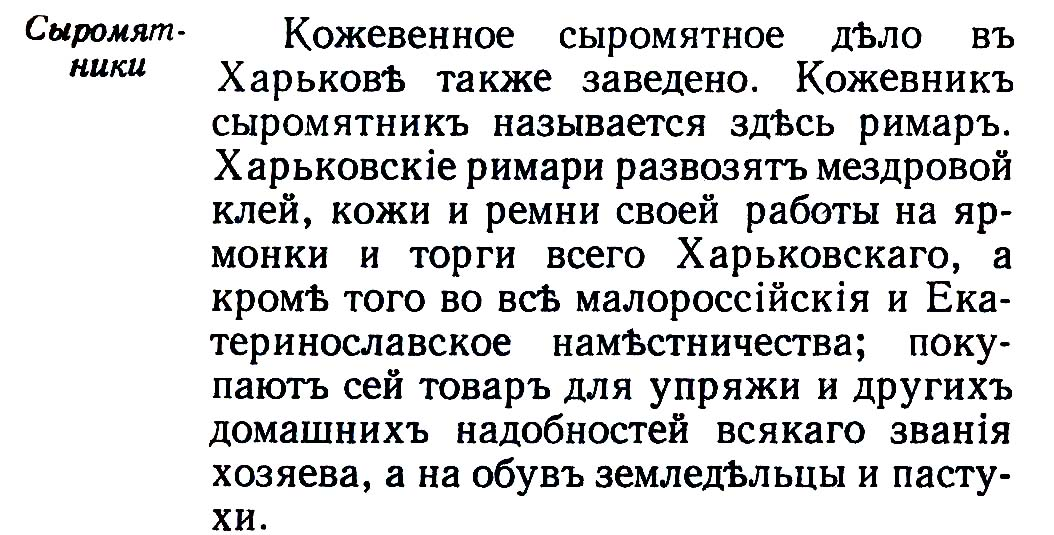
Происхождение названия улицы. Описание Харьковского наместничества 1788 года

Название улица получила от живших на улице в XVII веке римарей или лымарей, занимавшихся изготовлением кожаных изделий, в частности конской упряжи.
В 1920 году на Рымарской жил Ф. Э. Дзержинский, в честь которого позже был назван весь Дзержинский район (работал он в здании ВЧК на Мироносицкой улице, 2). Также в 1925—1930 годах на Рымарской жил известный украинский советский писатель Микола Хвылевой (укр. Микола Хвильовий).
В 2009 году были вырублены все деревья для дальнейшего расширения улицы. Улица была расширена более чем на один метр с каждой стороны. В результате в некоторых местах тротуары стали настолько узки, что на них не могут разминуться три человека.

## Фото

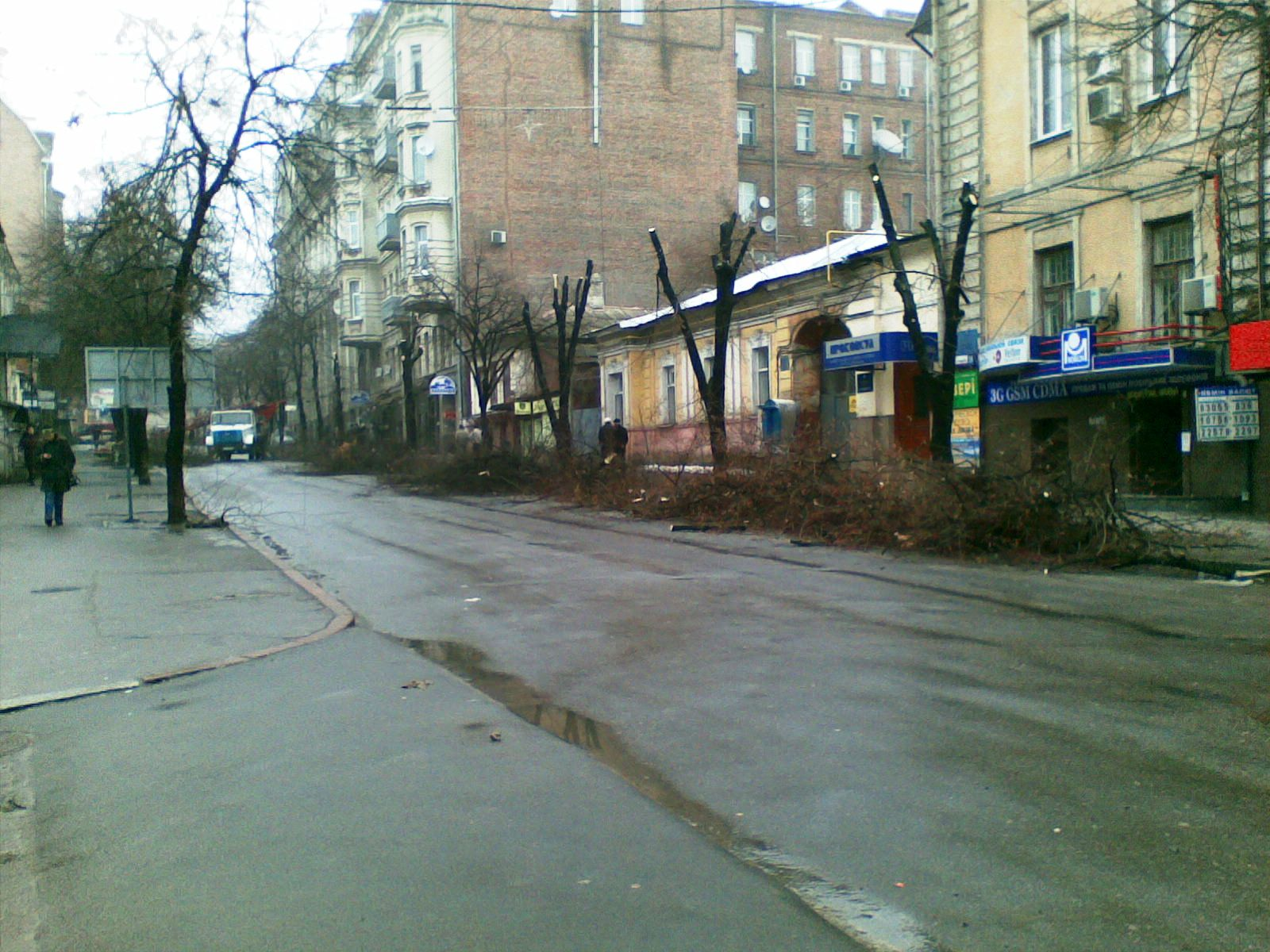
Спил деревьев на Рымарской в феврале 2009 года
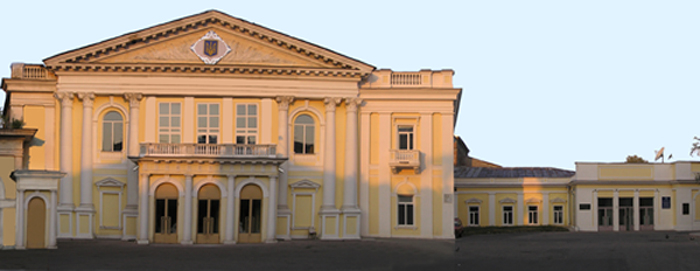
Харьковская областная филармония
Гимназия № 6
Театр им. Т. Г. Шевченко. Вид с Рымарской
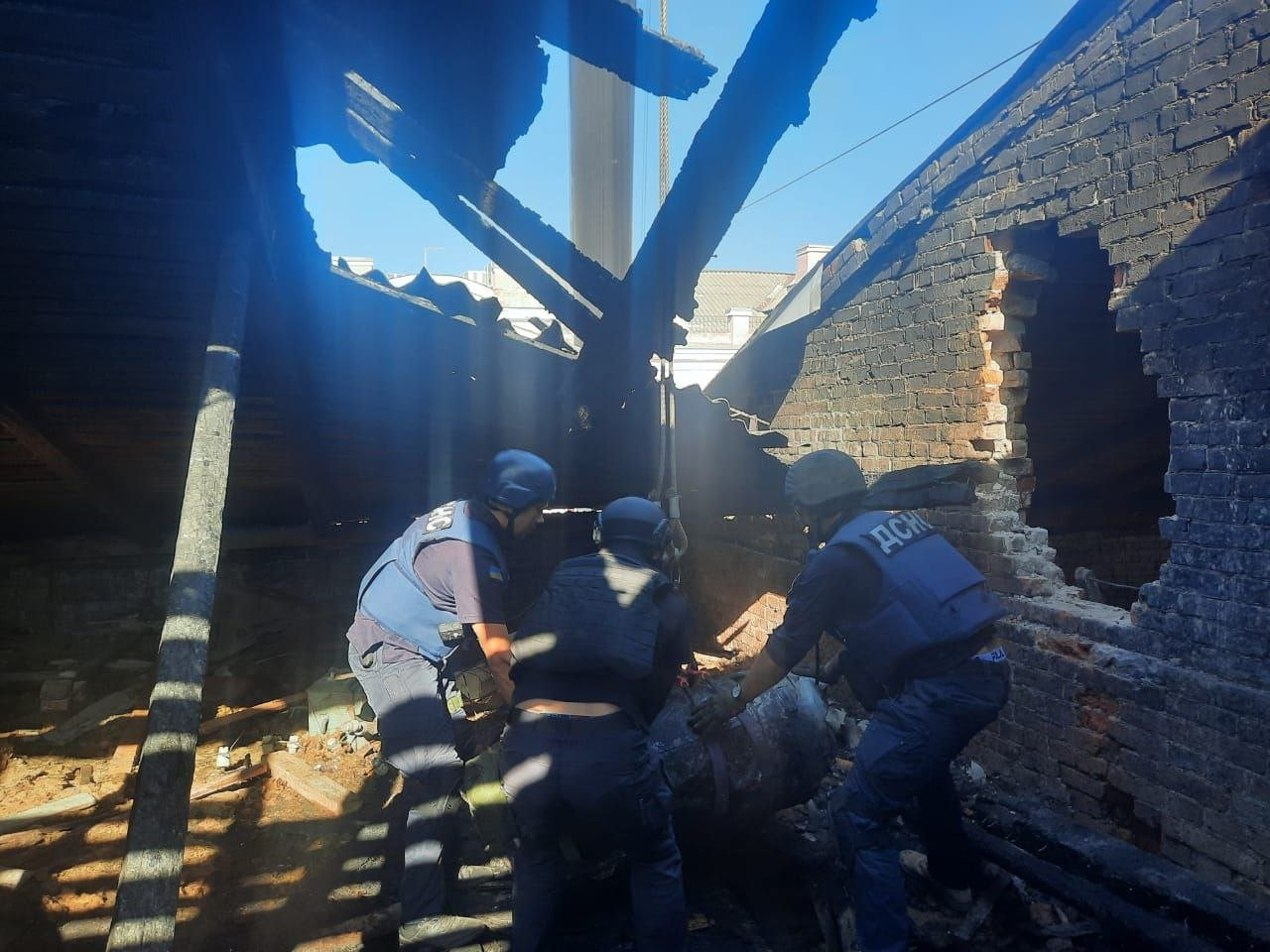
Дом 28 на Рымарской улице (памятник архитектуры 1902 года) после российского ракетного обстрела в ночь на 24 августа 2022. Сотрудники ГСЧС Украины извлекают фрагмент ракеты, попавший на чердак и вызвавший пожар